# Casino de Barcelona

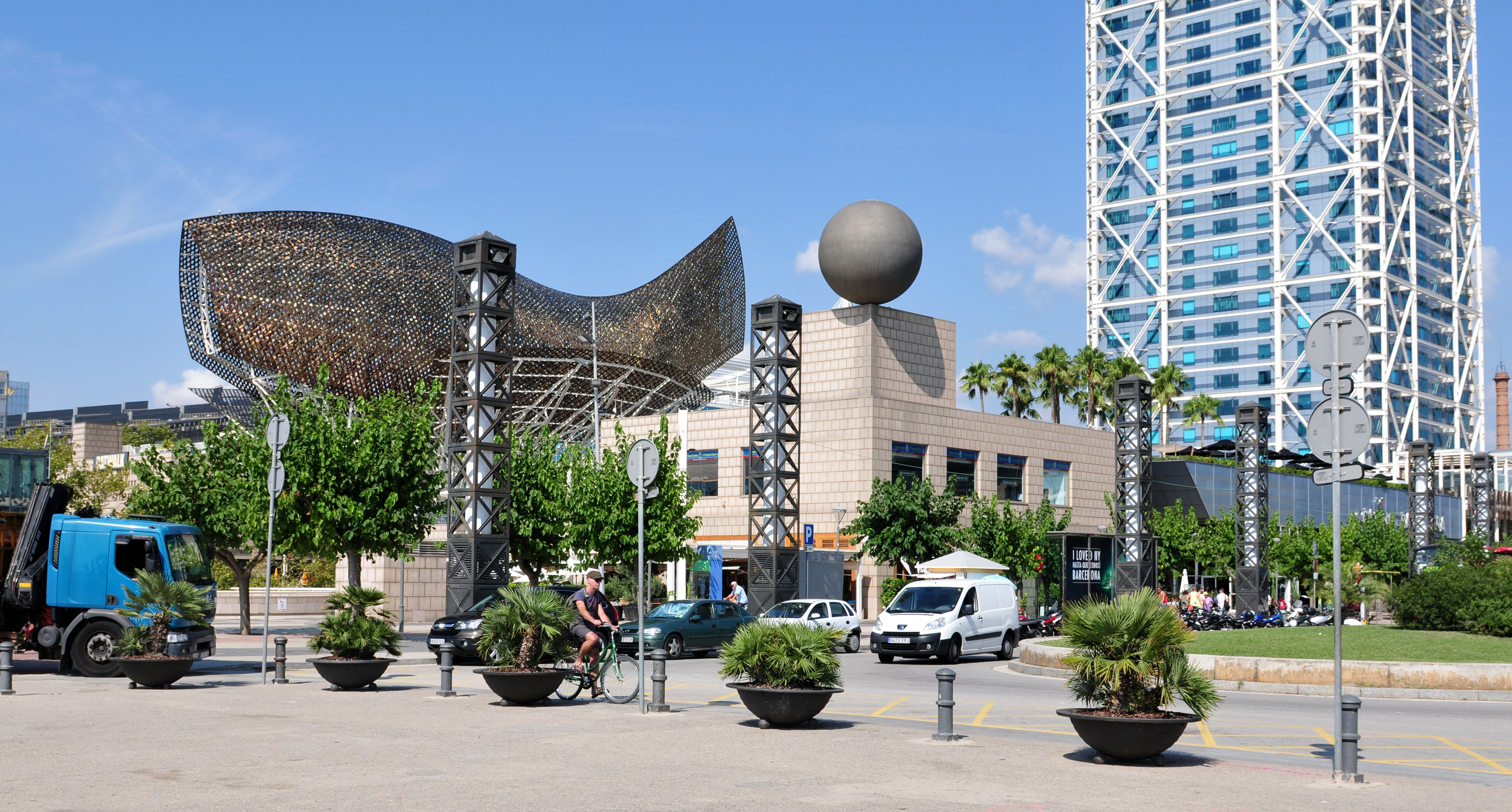
El casino se ubica en los bajos del Hotel Arts.

El Casino de Barcelona, que comercialmente usa la marca Casino Barcelona, es un casino de juego ubicado en los bajos del Hotel Arts de Barcelona. Está gestionado por la sociedad Gran Casino de Barcelona, SLU, que a su vez pertenece al Grupo Peralada.
En 2014 fue la cuarta empresa del sector del juego en España en número de ingresos, con una facturación de 61 millones de euros.

## Historia
El matrimonio de empresarios Artur Suqué y Carmen Mateu, a través de la sociedad Inverama, abrió  el Gran Casino de Barcelona en 1978, aprovechando la legalización de los juegos de azar al finalizar el franquismo. A pesar de esta autorización, la normativa de la época todavía prohibía el establecimiento de casinos en zonas metropolitanas, por lo que, aun llevando el nombre de Barcelona, el casino estuvo inicialmente ubicado a 40 kilómetros de la ciudad, en San Pedro de Ribas, en una torre conocida como Mas Solers y que anteriormente había pertenecido al Marqués de la Argentera.

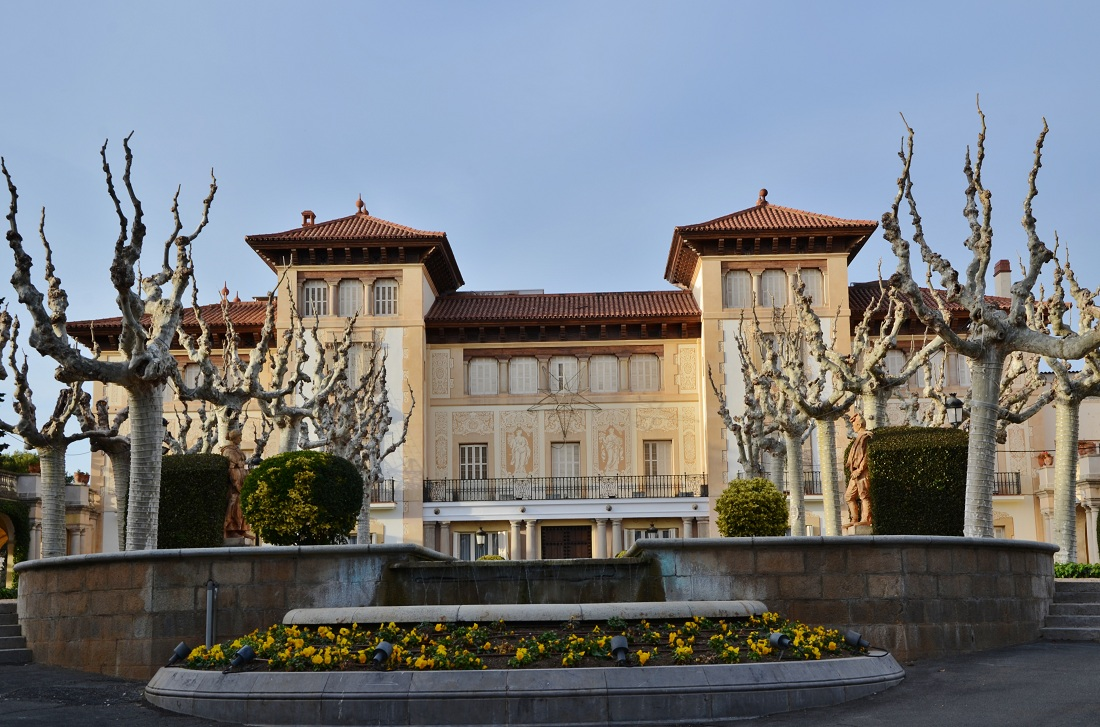
La finca Mas Soler de San Pedro de Ribas, obra de Enric Sagnier, fue la primera sede del Gran Casino de Barcelona.

Con el objetivo de atraer un público mayor, en 1998 Inverama consiguió la autorización de la Generalidad de Cataluña y del Ayuntamiento de Barcelona para trasladarse a la ciudad condal. A tal efecto, adquirió un local en el Puerto Olímpico de Barcelona, en los bajos del Hotel Arts, ocupados hasta entonces por los grandes almacenes de la cadena japonesa Sogo. El traslado no estuvo exento de polémica, y fue pleiteado sin éxito por asociaciones de ex ludópatas, por empresarios del sector de las máquinas recreativas y por el Partit per la Independència (PI), que llegó a presentar un recurso ante el Tribunal Superior de Justicia de Cataluña.
Las nuevas instalaciones se inauguraron el 1 de julio de 1999. Con el traslado a Barcelona, el casino pasó de los 2000 metros cuadrados de Mas Solers a una superficie superior a los 7000 metros cuadrados, dando también cabida a otras ofertas de ocio al margen del juego, como restaurantes y salas de bailes y conciertos. En 2012, CasinoBarcelona fue de los primeros casinos en España en obtener licencia por parte de la Dirección General de Ordenación del Juego, con el objetivo de poder operar 'en línea' a través de su sitio web. La primera etapa del European Poker Tour tuvo lugar en 2004 en el Casino Barcelona y desde entonces ha sido parada en todas las ediciones del circuito.